# شهرك فتح المبين (بالش)
شهرك فتح‌المبين (بالفارسية: شهرک فتح‌المبین) هي قرية تقع في إيران في البلدة المركزية. يقدر عدد سكانها بـ 1,487 نسمة .